# Asian Man Records
La Asian Man Records è un'etichetta discografica DIY di proprietà di Mike Park e con sede a Monte Sereno. Park ha iniziato a pubblicare dischi nel 1989 con la Dill Records, ma la Asian Man fu fondata ufficialmente solo nel maggio 1996.

## Artisti
L'etichetta è specializzata in ska e punk, e ha contribuito a lanciare band come Alkaline Trio e Less Than Jake.

### Attuali[2]
- Akiakane
- The Apers
- Andrew Jackson Jihad
- Angelo Moore
- Astropop 3
- Bagheera
- Bomb The Music Industry!
- Buck-O-Nine
- Chris Murray
- Classics of Love
- Colossal
- Coquettish
- Dan Potthast
- Duvall
- For.The.Win.
- Good for Cows
- Grant Olney
- Guerilla Poubelle
- The Hot Toddies
- Just a Fire
- Kepi Ghoulie
- Kevin Seconds
- Lemuria
- Let's Go Bowling
- Little Jeans
- Matt Skiba
- Mike Park
- Monkey
- MU330
- Nicotine
- No Torso
- The Peacocks
- The Plus Ones
- Pama International
- Pushover
- The Queers
- The Riptides
- The Riverdales
- Satori
- Short Round
- Ten in the Swear Jar
- Unsteady
- Yoko Utsumi

### Ex-artisti[2]
- Alkaline Trio
- Andrew Jackson Jihad
- Big D and the Kids Table
- Blue Meanies
- The Broadways
- The Bruce Lee Band
- The Chinkees
- Ee
- Five Iron Frenzy
- The Honor System
- Johnny Socko
- King Apparatus
- Knowledge
- Korea Girl
- The Lawrence Arms
- Less Than Jake
- Link 80
- Mealticket
- Polysics
- Potshot
- The Rudiments
- Screeching Weasel (solo ristampe)
- Shinobu
- Skankin' Pickle
- Slapstick
- Slow Gherkin
- Softball
- Squirtgun
- Teen Idols
- The Toasters
- Toys That Kill
- Tuesday
- WARDOGS

## Compilation
| Anno  | Album                                          | Artisti                                                                 |
| ----- | ---------------------------------------------- | ----------------------------------------------------------------------- |
| 1997? | Anti-Racist Action: Stop Racism Benefit CD     | Napalm Death, Less Than Jake, Alkaline Trio                             |
| 2001  | Living Tomorrow Today: A Benefit For Ty Cambra | Saves the Day, Alkaline Trio, New Found Glory                           |
| 1997  | Misfits of Ska                                 | Less Than Jake, Reel Big Fish, Sublime                                  |
| 1997  | Misfits of Ska II                              | Link 80, The Aquabats                                                   |
| 1998  | Mailorder is Fun!                              | Alkaline Trio, Less Than Jake, Mike Park                                |
| 1999  | Mailorder is Still Fun!                        | Alkaline Trio, Less Than Jake, Mike Park                                |
| 2000  | Plea For Peace                                 | Link 80, Alkaline Trio, Mike Park                                       |
| 2001  | Plea For Peace/Take Action Tour I              | Alkaline Trio, Thrice, AFI, At the Drive-In                             |
| 2001? | Plea For Peace/Take Action Tour II             | Anti Flag, Avenged Sevenfold, Taking Back Sunday, Yellowcard            |
| 2001? | Plea For Peace/Take Action Tour III            | Rise Against, Avenged Sevenfold, Yellowcard, Fall Out Boy               |
| 2002  | Mailorder for the Masses                       | Alkaline Trio, Matt Skiba, Mike Park                                    |
| 2003  | Underground Screams                            | (nuovi artisti)                                                         |
| 2003  | Version City Sessions                          | Westbound Train                                                         |
| 2007  | Plea For Peace Volume 2                        | Big D and the Kids Table, Cursive, Alkaline Trio. Throwdown, Rx Bandits |